# Pulkkila
Pulkkila je bývalá obec v provincii Severní Pohjanmaa. Počet obyvatel obce byl před sloučením 1 573, rozloha 411,23 km² (z toho 29,83 km² připadalo na vodní plochy). Hustota zalidnění je pak 4,12 obyv./km². Obec byla finskojazyčná.
Na počátku roku 2009 se sloučila s Kestilä, Piippolou a Rantsilou do nové obce Siikalatva.

## Vesnice
- Hyvärilä
- Junnonoja
- Laakkola
- Latva
- Vorna